# Nigrische Demokratische Bewegung für eine Afrikanische Föderation
Die Nigrische Demokratische Bewegung für eine Afrikanische Föderation (französisch: Mouvement Démocratique Nigérien pour une Fédération Africaine, Kürzel: MODEN-FA Lumana Africa) ist eine politische Partei in Niger.

## Ausrichtung
Die Nigrische Demokratische Bewegung für eine Afrikanische Föderation versteht sich als demokratische, patriotische und panafrikanische Partei. Das offizielle Motto der Partei lautet Liberté – Justice – Progrès („Freiheit – Gerechtigkeit – Fortschritt“).

## Geschichte
Der MODEN-FA Lumana Africa entstand am 12. Mai 2009 unter Hama Amadou als Abspaltung von der damaligen Regierungspartei MNSD-Nassara. Dem ging ein parteiinterner Konflikt zwischen dem früheren Premierminister Hama Amadou, der seit 2001 MNSD-Nassara-Vorsitzender war, und dem Staatspräsidenten Mamadou Tandja, der bis 1999 MNSD-Nassara-Vorsitzender war, voraus. Seit der Gründung des MODEN-FA Lumana Africa ist Hama Amadou dessen Vorsitzender.
Die Parlamentswahlen von 2009 wurden vom MODEN-FA Lumana Africa wie von den meisten bedeutenden Oppositionsparteien boykottiert. Mamadou Tandja wurde im Februar 2010 bei einem Staatsstreich gestürzt. Bei den darauffolgenden Präsidentschaftswahlen von 2011 wurde Hama Amadou im ersten Wahldurchgang Dritter und unterstützte bei der Stichwahl den siegreichen Kandidaten Mahamadou Issoufou (PNDS-Tarayya) gegen den Zweitplatzierten Seini Oumarou (MNSD-Nassara). Bei den gleichzeitig stattfindenden Parlamentswahlen von 2011 machte der MODEN-FA Lumana Africa dem MNSD-Nassara fast die Hälfte von dessen bisheriger Wählerschaft abspenstig. Der MODEN-FA Lumana Africa wurde mit 19,72 Prozent der Stimmen drittstärkste Partei und war seitdem mit 25 von 113 Sitzen in der Nationalversammlung vertreten. Hama Amadou wurde 2011 zum Präsidenten der Nationalversammlung gewählt. Dieses Amt verlor er 2014. Ab 2011 stellte die Partei mit Oumarou Moumouni Dogari den Oberbürgermeister der Hauptstadt Niamey. Bei den Parlamentswahlen von 2016 gewann die Partei 25 von 171 Sitzen in der Nationalversammlung.
Der Verfassungsgerichtshof lehnte die Kandidatur von Hama Amadou bei den Präsidentschaftswahlen von 2020 unter Berufung auf die Wahlordnung ab, der zufolge keine Kandidaturen von Personen möglich waren, die zu einer Gefängnisstrafe ab einem Jahr verurteilt worden waren. Aus den Parlamentswahlen von 2020 ging der MODEN-FA Lumana Africa mit 19 von 171 Sitzen in der Nationalversammlung hervor.